# USS Pickerel (SS-524)
Lo USS Pickerel (codice alfanumerico SS-524) è stato un sommergibile della United States Navy, appartenente alla classe Tench: prese parte agli ultimi mesi della seconda guerra mondiale e fu continuamente aggiornato, prima di passare nel 1972 alla Marina Militare che lo ridenominò Primo Longobardo (con nuovo distintivo ottico S 501). Fu rottamato circa dieci anni più tardi.

## Servizio nella United States Navy
Impostato al Boston Naval Shipyard di Charlestown, un sobborgo di Boston nel Massachusetts, l'8 febbraio 1944 venne varato il 15 dicembre dello stesso anno senza una vera e propria cerimonia. Venne successivamente trasferito al Portsmouth Naval Shipyard di Kittery nel Maine dove la costruzione venne completata aggiornata a dei nuovi standard chiamati GUPPY e basati sulle invenzioni tedesche della parte finale del conflitto. Completata la costruzione il 4 aprile 1949 venne battezzato Pickerel.
Il battello ebbe una vita operativa molto intensa prendendo anche parte alla guerra di Corea e alla guerra del Vietnam e venne via via aggiornato a nuovi standard GUPPY.

## Servizio nella Marina militare italiana

Il Pickerel sotto bandiera italiana, ribattezzato Primo Longobardo

Il 18 agosto 1972, insieme al gemello USS Volador, ribattezzato a sua volta Gianfranco Gazzana-Priaroggia, venne trasferito all'Italia, prendendo il nome Longobardo in ricordo del capitano di fregata Primo Longobardo, medaglia d'oro al valor militare della seconda guerra mondiale.
Il sommergibile, andato in disarmo il 31 gennaio 1980, è stato radiato il 31 maggio 1981.
Attualmente nella Marina Italiana a portare il nome Longobardo è un battello della IV Serie della classe Sauro. contraddistinto dal distintivo ottico S 524.